# Castiglione d’Adda
Castiglione d’Adda – miejscowość i gmina we Włoszech, w regionie Lombardia, w prowincji Lodi.
Według danych na rok 2004 gminę zamieszkiwało 4750 osób, 365,4 os./km².